# Sejet
Sejet is een plaats in de Deense regio Midden-Jutland, gemeente Horsens, en telt 350 inwoners (2008).